# 春風亭小柳枝
春風亭 小柳枝（しゅんぷうてい こりゅうし）は、落語家の名跡。現在は空き名跡となっている。
- 初代春風亭小柳枝 - 後∶初代春風亭華柳
- 二代目春風亭小柳枝 - 後∶八代目朝寝坊むらく
- 三代目春風亭小柳枝 - 後∶六代目春風亭柳枝
- 四代目春風亭小柳枝 - 後∶六代目春風亭柳橋
- 五代目春風亭小柳枝 - 後∶三代目桂三木助
- 六代目春風亭小柳枝 - 後∶八代目三笑亭可楽
- 七代目春風亭小柳枝 - 当該項目で記述
- 八代目春風亭小柳枝 - 後∶春風亭扇昇
- 九代目春風亭小柳枝 - 本項で詳述

## 8代目
八代目 春風亭 小柳枝・春風亭 扇昇（しゅんぷうてい せんしょう、1927年2月27日 - 2002年3月5日）は、落語家、僧侶。本名∶西川 長。出囃子は『巽八景』。

### 来歴
- 国際外語学校卒。
- 1952年∶六代目春風亭柳橋に入門。春風亭柳若を名乗る。
- 1955年∶二ツ目昇進。春風亭とん橋に改名。
- 1963年10月∶八代目春風亭小柳枝を襲名して真打昇進[1]。
- その後、五代目春風亭柳昇門下に転じる。
- 1977年
  - 2月∶春風亭扇昇に改名。
  - 廃業。出家し僧侶になる。
- 2002年∶死去。墓所は小平霊園[3]。

### 人物
いわゆる「権助もの」を得意とした。なお、文化放送に『真田小僧』のスタジオ録音が現存する。
多くの奇行が知られ、落語界では伝説の「奇人変人」と称され、多くの出版物・落語CD にエピソードが紹介されている。
- トラックに跳ね飛ばされた直後、何事もなかったように起き上がり、運転手に殴りかかった[5]。
- 霊柩車の後部に忍び込み、窓から通行人に手を振った[5]。
- 師匠宅の木の手入れを頼まれ、自分が乗っている枝を切り落とした[2][5]。
- 酒乱として知られ、酔うと以下のようなトラブルを起こした。
  - 先輩でも構わず、本名を呼び捨てで呼んだ[5]。
  - 一緒に呑んでいた9代目三笑亭可楽（当時∶浮世亭写楽）を突然殴った。怒った可楽は近くにあった衣紋掛けで小柳枝を殴り返したら小柳枝が流血した。
  - 翌日の草野球に遅刻しないよう、ピッチャーマウンドの上で眠った[5]。
  - 警察署のトラ箱に入れられた翌朝、出された味噌汁に「味の素を入れろ」と要求した[5]。
  - とん橋時代のあるとき、自分がトラ箱に入れられた警察署に『月刊朝日ソノラマ』の取材者が居合わせ、酔態を音のドキュメンタリーとして録音されてしまった。とん橋はそのとき泥酔したまま落語を演じたという[5][6]。
  - 酔いがひどくなると何でも食べてしまった。
    - バーで飼われていた金魚をつかみ出して丸かじりし、口直しに自分が持っていた1000円紙幣を醤油につけて食べた。それが所持金の全部だったため、代金が払えなくなった[5][7]。

東京大学教授 と、金属会社社長の兄 がいる。

### 弟子
- 春風亭柳若（その後5代目柳昇門下に移る）。毎年、孫弟子にあたる鯉昇一門の弟子が、墓参に訪れている[10]。

## 9代目
九代目 春風亭 小柳枝（1936年1月18日 - 2024年1月31日）は、落語芸術協会所属の落語家、同協会相談役。東京都新宿区出身・埼玉県在住。本名∶臼井 正春。出囃子は『梅は咲いたか』。バンド・アロハマンダラーズではサブリーダーを務める。

### 経歴
東京都立昭和高等学校卒業。大学入試失敗後、航空写真測量の会社で営業のサラリーマンとして10年余り勤務。この頃、趣味として落語を聴いたり新劇を観たりした。新劇の役者としてNHKのラジオドラマに出演したこともある。
1965年5月、四代目春風亭柳好に入門し「春風亭笑好」を名乗る。1968年9月、二ツ目昇進。1976年に五代目春風亭柳昇門下に移籍し「鶏昇」に改名。NHK新人落語コンクール優秀賞を受賞。
1978年10月、真打昇進し、「九代目春風亭小柳枝」襲名。1991年、第46回文化庁芸術祭賞受賞。2013年、第68回文化庁芸術祭賞大賞受賞。2016年4月に脳梗塞で倒れるが、1年後に高座復帰している。
その後は、浅草演芸ホールの毎年恒例のアロハマンダラーズ興行など、体調を見ながらの出演となっていた。
2024年1月31日、老衰のため埼玉県内の病院で死去した。88歳没。訃報は同年2月8日に落語芸術協会より公表された。寄席の最後の高座は、2018年9月20日の浅草演芸ホールでの「厩火事」であった。

### 芸歴
- 1965年5月 - 四代目春風亭柳好に入門、「笑好」を名乗る。
- 1968年9月 - 二ツ目昇進。
- 1976年 - 五代目春風亭柳昇門下に移籍、「鶏昇」に改名。
- 1978年10月 - 真打昇進、「九代目春風亭小柳枝」を襲名。

### 受賞歴
- 1976年 - 『NHK新人落語コンクール』∶優秀賞
- 1991年 - 『第46回文化庁芸術祭賞』
- 2013年 - 『第68回文化庁芸術祭賞』∶大賞

### 人物
実際にはそのような事実はないにもかかわらず、団地上階の住人から「妻と浮気をしている」と勘違いをされて、包丁で襲われたことがある。九代目小柳枝自身が犯人を取り押さえて警察に引き渡したが、相当の傷を負った。しかし、財団法人大宅壮一文庫のデータベースと雑誌目録では、この事件も八代目がやったことになっている（もちろん濡れ衣である）。

### テレビドラマ
- 家族の裏事情 第4・8話（2013年、フジテレビ） - 秋月亭唐楽 役

### CD
- キング落語名人寄席 『船徳』『妾馬』（2001年、キングレコード）
- 朗読CDシリーズ 「心の本棚〜美しい日本語」川柳の楽しみ（2004年、キングレコード）
- とっておき寄席! 春風亭編（2009年10月、キングレコード） - 小柳枝『芝浜』を収録。
- 新潮落語倶楽部 その10 春風亭小柳枝（2012年10月、ポニーキャニオン） - 『時そば』『干物箱』『青菜』を収録。

### DVD
- NHK DVD 「日本の話芸」特撰集 -ことば一筋、話芸の名手たちの競演会- 落語編一（2006年、NHKエンタープライズ） - 小柳枝『八五郎出世』を収録。
- 落語の極 平成名人10人衆 春風亭小柳枝（2009年7月、ポニーキャニオン） - 『文七元結』『二番煎じ』を収録。
- とっておき寄席! 春風亭たっぷり二時間半（2009年10月、キングレコード） - 小柳枝『芝浜』を収録。

### 一門弟子

#### 真打
- 春風亭柳之助 - 春風亭柳昇門下から移籍
- 春風亭昇乃進 - 春風亭柳昇門下から移籍
- 春風亭笑好
- 春風亭小柳

#### 色物
- 檜山うめ吉 - 俗曲

#### 移籍
- 春風亭柳太 - 五代目春風亭柳好門下へ移籍

#### 廃業
- 春風亭すずめ - 春風亭柳昇門下に移籍、女流
- 春風亭鹿の子 - 春風亭柳昇門下から移籍、女流